# Sanjiang

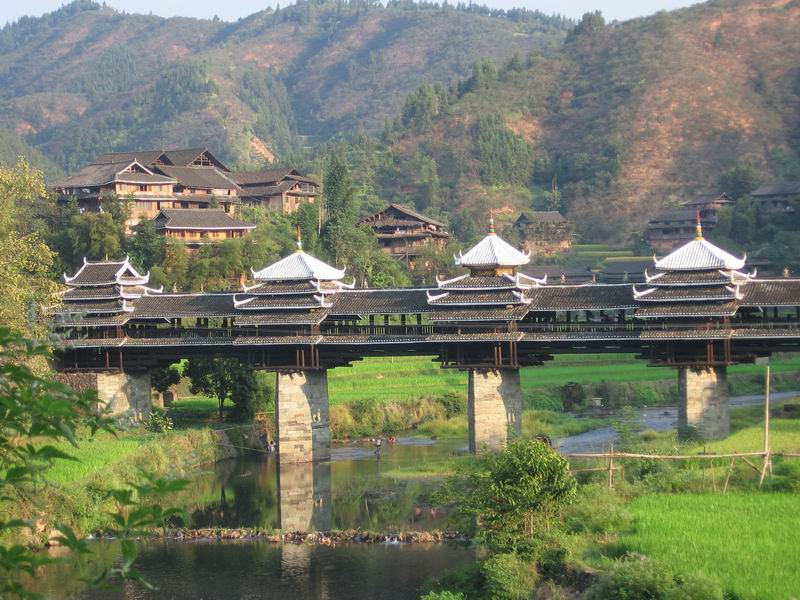
Yongji-Brücke in Chengyang

Der Autonome Kreis Sanjiang der Dong (chinesisch 三江侗族自治縣 / 三江侗族自治县, Pinyin Sānjiāng Dòngzú Zìzhìxiàn; Zhuang Sanhgyangh Dungcuz Swciyen) ist ein autonomer Kreis der Dong-Nationalität in der bezirksfreien Stadt Liuzhou im Autonomen Gebiet Guangxi der Zhuang-Nationalität in der Volksrepublik China. Er hat eine Fläche von 2.415 km² und zählt 313.100 Einwohner (Stand: Ende 2018). Sein Hauptort ist die Großgemeinde Guyi (古宜鎮 / 古宜镇,  Gǔyí Zhèn).